# 緣盤魚
緣盤魚（學名：Acyrtus artius），又稱擬喉盤魚，為輻鰭魚綱喉盤魚目喉盤魚科的其中一種，分布於西大西洋區，從巴哈馬群島至千里達、巴西Atol das Rocas海域，深度8至20公尺，本魚頭部為體長的44-47%且寬，上唇寬，前部比側面寬得多，鼻孔呈管狀，前鼻孔有蓋，通常有2個尖端，上顎前部有一排8-9顆鈍至弱三尖的門齒，側面有一排6-8顆大小相等的錐形牙齒；下顎前部有一排8-9顆鈍至弱三尖的門齒，側面有一排5-6顆大小相等的錐形牙齒，鰓蓋下角有一根大、有凹槽的毒刺，其基部有一小塊顆粒狀組織，吸盤大，前部有大的C形乳突帶，背鰭軟條9枚、臀鰭7-8枚，胸鰭條24-27枚，頭部和身體前部至胸鰭紅色至紅橙色，頭部佈滿白色細小斑點，虹膜深紅色至紅橙色，內圈為淺紅色、乳白色或白色，外圈為白色；後體半透明，佈滿密集排列的細長紅棕色斑點，身體從上到下有4條紅棕色橫帶，背鰭、尾鰭和臀鰭的鰭條上都有由成排紅棕色斑點組成的橫帶，體長可達3公分，屬底棲性魚類，生活在具有沙地的珊瑚礁區，生活習性不明。